# Trận Lipantitlán
Trận Lipantitlán, còn được gọi là trận Nueces Crossing, là chiến đấu diễn ra dọc theo sông Nueces ngày 04 tháng 11 năm 1835 giữa quân đội Mexico và quân nổi dậy Texas, là một phần của cuộc cách mạng Texas. Sau chiến thắng của Texas trong trận Goliad, chỉ có hai đơn vị đồn trú quân Mexico vẫn ở Texas, đồn Lipantitlán gần San Patricio và phái đoàn Alamo tại San Antonio de Béxar (nay là San Antonio). Sợ rằng Lipantitlán có thể được sử dụng như một căn cứ cho quân đội Mexico để chiếm lại Goliad và giận dữ rằng hai người của mình bị cầm tù ở đó, chỉ huy quân Texas là Philip Dimmitt ra lệnh trợ thủ của mình, trung úy Ira Westover chiếm pháo đài.
Chỉ huy của đồn Lipantitlán, Nicolás Rodríguez, đã được lệnh quấy rối quân Texas tại Goliad. Rodríguez mất phần lớn của quân của mình trên một đợt tấn công chiếm đồn này, sau khi họ rời đi, lực lượng của Westover đến San Patricio. Ngày 3 tháng 11, một người địa phương đã thuyết phục các đơn vị đồn trú Mexico đầu hàng, và ngày hôm sau quân Texas tháo dỡ pháo đài. Rodriguez quay trở lại khi quân Texas đang vượt qua sông Nueces để trở lại Goliad. Các binh sĩ Mexico bị tấn công, nhưng phạm vi dài của súng Texians sớm buộc họ phải rút lui. Một quân Texas đã bị thương, 3-5 binh sĩ Mexico đã thiệt mạng, và 14-17 người bị thương.
Các binh sĩ Mexico bị thương đã được cho phép tìm kiếm sự điều trị y tế tại San Patricio, và binh sĩ Mexico còn lại rút lui để Matamoros. Các Texas lúc này đã có toàn quyền kiểm soát bờ biển của Vịnh Texas, có nghĩa là quân đội đóng quân tại San Antonio de Béxar chỉ có thể nhận được tiếp viện và cung cấp đường bộ. Sử gia Bill Groneman tin rằng điều này góp phần vào thất bại cuối cùng của Mexico tại cuộc bao vây của Béxar, bị trục xuất tất cả các quân đội Mexico từ Texas. Địa điểm cũ của pháo đài ngày nay là một địa danh lịch sử Texas.